# سن ونانزو
سن ونانزو (به ایتالیایی: San Venanzo) یک شهرک و کومونه در ایتالیا است که در استان ترانی واقع شده‌است. سن ونانزو ۱۶۸٫۸ کیلومتر مربع مساحت و ۲٬۳۲۴ نفر جمعیت دارد و ۴۶۵ متر بالاتر از سطح دریا واقع شده‌است.